# O Menino sem Imaginação
O Menino sem Imaginação é um livro de 1993 de Carlos Eduardo Novaes.
Novaes é formado em direito e atualmente escreve diversos gêneros de livros, tendo como sua marca registrada o humor inteligente.
A história narra Tavinho, um menino que se encontra incapaz de imaginar, e troca tal função com a televisão. Após uma pane no sistema de telecomunicação, ele terá de aprender a lidar com a falta da tv.
A história representa a influência que tecnologias desse tipo tem sobre a humanidade, moldando-nos e fazendo com que nos tornemos dependentes.

## Personagens
Tavinho: O personagem principal que descobrirá o mundo além da tela. A televisão representa tudo para ele, até mesmo a fonte de sua imaginação.
Irmã de Tavinho: Uma menina muito inteligente e avançada para sua idade. Diferente de boa parte de sua família, ela não é dependente da televisão.
Raiban: Conhecido como cego Raiban. É professor de música no instituto dos cegos. É relevante para a história pela sua capacidade de imaginar o que ele não é capaz de ver. Este ficara cego após os 18 anos, por isso sabia como as coisas eram ao seu redor.
Maria: A empregada de Tavinho. Ela que bolou o plano de ela e Tavinho fugirem para um país que tinha televisão e "com cores" quando o país estava sem televisão. 
Babá, Plim-Plim e Fantástica: As televisões de Tavinho. Apaixonado por cada uma delas, o menino chega a nomeá-las. Babá é sua primeira, desde de bebê já a assistia. Plim-Plim é mais jovem e moderna, encantava o garoto coisas como o timer, onde a televisão não ficava falando depois de ele ter dormido. Fantástica, a mais moderna, já faz de tudo. O garoto não desgruda mais dela. Ele liga as três televisões ao mesmo tempo, porque segundo ele, ligar só uma iria deixar as outras duas com "inveja".
Mil Caras: Costumava ficar na praça, fazendo encenações de pessoas famosas. Tavinho nunca entendeu o que o levou a querer e imaginar ser alguém que não é.
Pai de Tavinho: É o pai de Tavinho, é legal, honesto, competitivo e sério.
Mãe de Tavinho: É muito dependente da televisão para assistir novelas e tem muito orgulho do filho por achá-lo "criativo". Ela é a segunda pessoa da casa, apenas atrás de Tavinho, a assistir mais televisão. 
Avô de Tavinho: É sábio, dá conselhos e metáforas para o Tavinho, e adora coisas antigas. Ele mora acima do apartamento de Tavinho.

## Enredo
Sendo totalmente dependente da televisão, Tavinho se encontra num novo dilema. Devido a uma anomalia magnética, não é mais possível assisti-la. Mas qual é o nível de sua dependência? Ao ponto de não conseguir imaginar nada. Conseguia reproduzir somente o que a televisão lhe mostrava. Com isso, substituiu imaginar por assistir. Um exemplo da não compreensão do menino com a imaginação são suas conversas com Raiban. Raiban, sendo cego, tinha a necessidade de imaginar cada segundo de sua vida. Tavinho impressionava-se com tal capacidade, e se perguntava por que tinha ausência dela. Ao longo da história Tavinho pede ajuda para sua irmã mais velha. Esta percebe a angustia de seu irmão resolve o ajudar com a terapia da TV. Mas o que era a terapia da TV? Nela, Tavinho ficava meia hora na frente da televisão ligada, porem sem imagem por conta da anomalia magnética, com isto, esta “devolveria” a imaginação para Tavinho.  Depois de muito tempo o menino achava que sua imaginação seria perfeita, igual à de alguém que a tinha desde quando nasceu, porém como dizia Raiban, o carro que esta muito tempo parado não vai pegar logo de primeira, precisa fazer um esforço.  Quando a TV voltou todos fizeram uma grande festa, voltando da escola para casa, Tavinho estava tão empolgado que quando se deu conta que havia passado sua casa e estava ao lado de Mil Caras, num ultimo dialogo Tavinho se imagina em sua “telinha interior”. 